# 376 (số)
376 (ba trăm bảy mươi sáu) là một số tự nhiên ngay sau 375 và ngay trước 377.